# Paul-Charles de Wurtemberg
Titre
Duc
Paul-Charles Henri Frédéric Auguste de Wurtemberg, né le 19 janvier 1785 à Saint-Pétersbourg (Russie) et mort le 16 avril 1852 Paris (France), est duc de Wurtemberg.

## Biographie
Paul de Wurtemberg est le fils cadet de Frédéric Ier de Wurtemberg et d'Augusta de Brunswick-Wolfenbüttel. Il est le grand-père du roi Guillaume II de Wurtemberg.
Paul de Wurtemberg appartient à la première branche dite branche aînée de la Maison de Wurtemberg.
S'entendant mal avec son frère le roi Guillaume Ier de Wurtemberg, il s'installe avec sa famille à Paris.

## Mariage et descendance
Paul de Wurtemberg épouse à Ludwigsburg le 28 septembre 1805 la princesse Charlotte de Saxe-Hildburghausen (1787-1847). Cinq enfants sont nés de cette union :
- Charlotte (Hélène Pavlovna de Russie) (1807-1873, en 1824 elle épouse le grand-duc Michel Pavlovitch de Russie (1798-1849 ; postérité) ;
- Frédéric (1808-1870) épouse en 1845 sa cousine Catherine de Wurtemberg (fille du roi Guillaume Ier) (1824-1898) dont un fils qui devient le roi Guillaume II de Wurtemberg ;
- Paul (1809-1810) ;
- Pauline (1810-1856), qui épouse en 1829 le duc Guillaume de Nassau-Weilbourg (1792-1839) : d'où Hélène, grand-mère maternelle de la reine Wilhelmine des Pays-Bas, et Sophie, reine de Suède et Norvège ;
- Auguste (1813-1885), il épouse morganatiquement Berthe von Waldenberg (1830-1869), dont :
  - Catherine Wilhelmine Hélène Charlotte Augusta Hedwige von Waldenberg (1865-1938), qui épouse Dedo von Schenck.

D'une relation extra-conjugale avec lady Whittingham, le prince Paul a une fille :
- Pauline Madeleine Ximenes, comtesse Elfenstein (1825-1905), qui épouse Gustave de Monttessuy en 1843.

D'une relation extra-conjugale avec Friederike Vohs (1776-1860), il a une fille :
- Karoline-Adelheid-Pauline von Rothenbourg/von Rottenburg (1805-1872)[1], mariée en 1836 à Carl-Maximilian baron von Pfeffel (1811-1890 ; chambellan du roi de Bavière. Fils de Christian-Hubert von Pfeffel, lui-même fils de Christian-Frédéric et neveu de Théophile-Conrad, ils sont des ancêtres du premier ministre britannique Boris Johnson (car Carl von Pfeffel et Caroline-Adélaïde-Pauline[2] ont eu plusieurs enfants, dont Hubert-Théodore de Pfeffel (1843-1922 ; x Hélène Arnous-Rivière, 1862-1951), père de Marie-Louise-Caroline-Hélène de Pfeffel (1882-1944 ; x Stanley Fred Williams, 1880-1955), mère d'Yvonne Eileen/Irène Williams (née en 1907 ; la femme d'Ali Kemal Bey, 1867-1920) ; ces derniers ont eu Osman Wilfred Johnson, père de Stanley Johnson, père de Boris dont les ancêtres agnatiques ne sont donc ni britanniques ni allemands ni français, mais ottomans).